# جایزه بزرگ سنگاپور
جایزه بزرگ سنگاپور یکی از مسابقات قهرمانی جهان فرمول یک است. این مسابقه در پیست مارینا بی استریت برگزار می‌شود و نخستین مسابقه ای بود که در شب برگزار می‌شد. همچنین نخستین مسابقه خیابانی فرمول یک در آسیا بود.

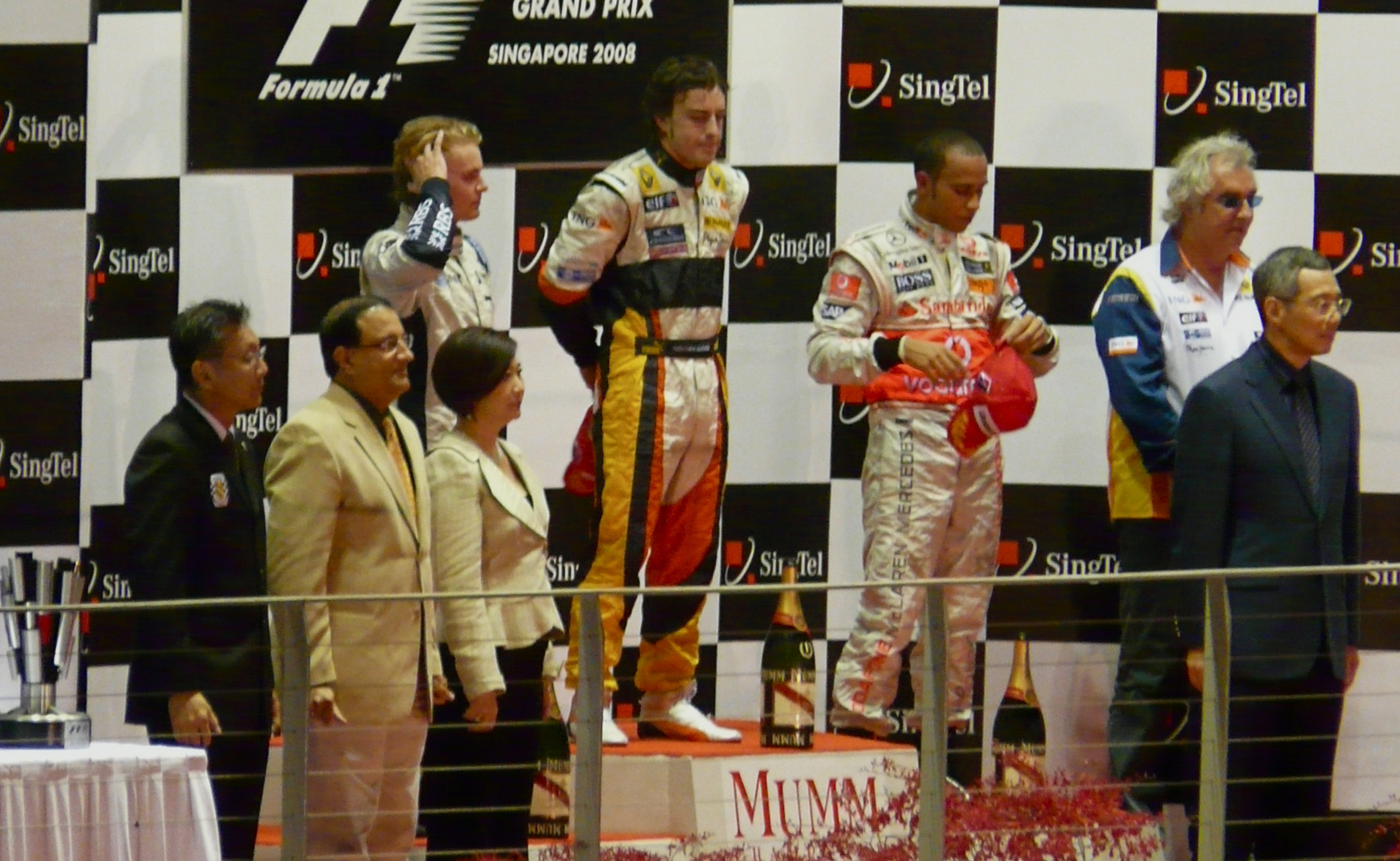
سکو جنجالی گراندپری سنگاپور ۲۰۰۸

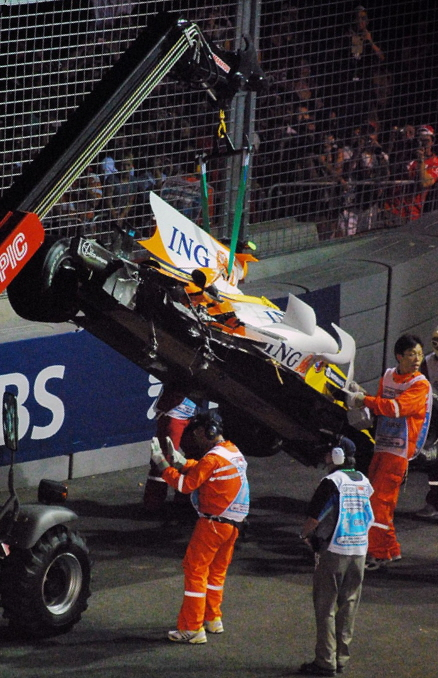
تصادف ساختگی تیم رنو

فرناندو آلونسوی اسپانیایی که برای تیم رنو رانندگی می‌کرد، برنده نخستین مسابقه فرمول یک این جایزه بزرگ شد. یک سال پس از این مسابقه، روشن شد که هم تیمی او نلسون پیکه به دستور مدیریت تیم به صورت هدفمند تصادف کرد تا خودروی ایمنی در زمانی که برای آلونسو سودمند بود، وارد پیست شود. فرناندو الونسو بی گناه شنخته شد اما فابیوتره رئیس تیم فرمول یک رنو به محرومیت ابدی محکوم شد هر چند که بعدا طبرئه شد.طبق قرارداد تمدیدی که در سال ۲۰۱۷ بین برگزار کنندگان مسابقه و مدیریت فرمول یک امضا شد، جایزه بزرگ سنگاپور تا سال ۲۰۲۱ در تقویم فرمول یک باقی خواهد ماند. از سال ۲۰۰۸ در هر مسابقه این جایزه بزرگ دست کم یک بار خودروی ایمنی وارد پیست شده‌است.
مسابقه از ساعت ۸ بعد از ظهر به وقت محلی (نیمه روز به وقت جهانی استاندارد که ساعت برگزاری استاندارد برای جایزه بزرگ‌های اروپایی است) زیر نور مصنوعی آغاز می‌شود. در این ساعت روز، اندکی از گرمای شدید روزانه که شاخصه اقلیم استوایی است، کاسته می‌شود. با این وجود دمای اتاق راننده می‌تواند به ۶۰ درجه سلسیوس نیز برسد.

## تاریخچه

### مسابقه غیر قهرمانی
این مسابقه نخستین بار در سال ۱۹۶۱ با عنوان جایزه بزرگ سال شرقی برگزار شد. در سال بعد، نام آن به جایزه بزرگ مالزی تغییر یافت. پس از استقلال سنگاپور در سال ۱۹۶۵ مسابقه‌ای که در پیست جاده تامسون برگزار می‌شد به جایزه بزرگ سنگاپور تغییر نام یافت. پس از سال ۱۹۷۳ برگزاری مسابقه متوقف شد. دلایلی از جمله افزایش ترافیک، خطرناک بودن مسیر برای مسابقه، اجبار به بستن جاده‌ها برای برگزاری مسابقه و تصادف‌های مرگبار در سال‌های ۱۹۷۲ و ۱۹۷۳ برای این منظور پیشنهاد شد.

## فرمول یک
در سال ۲۰۰۸ اعلام شد که توافق پنج‌ساله‌ای میان شرکت سنگاپور جی‌پی پی‌تی‌ای، برد گردشگری سنگاپور و برنی اکلستون امضا شده‌است. در نوامبر ۲۰۰۷ اعلام شده بود که شرکت مخابرات سینگ‌تل حامی مالی رویداد است. جایزه بزرگ فرمول یک سینگ‌تل به عنوان نام رسمی رویداد انتخاب شد. دولت سنگاپور دیگر حامی مالی رویداد بود که ۶۰٪ از کل هزینه معادل ۹۰ میلیون دلار را تقبل کرد.
برای نخستین مسابقه فرمول یک سنگاپور ۱۱۰ هزار بلیت در دسترس قرار گرفت. بسته‌های اقامتی از نوامبر ۲۰۰۷ در معرض فروش بود. گذرنامه‌های سه روزه از فوریه ۲۰۰۸ و گذرنامه‌های یک روزه از یک ماه بعد فروخته می‌شد. همه بلیت‌های مسابقه به فروش رسید.

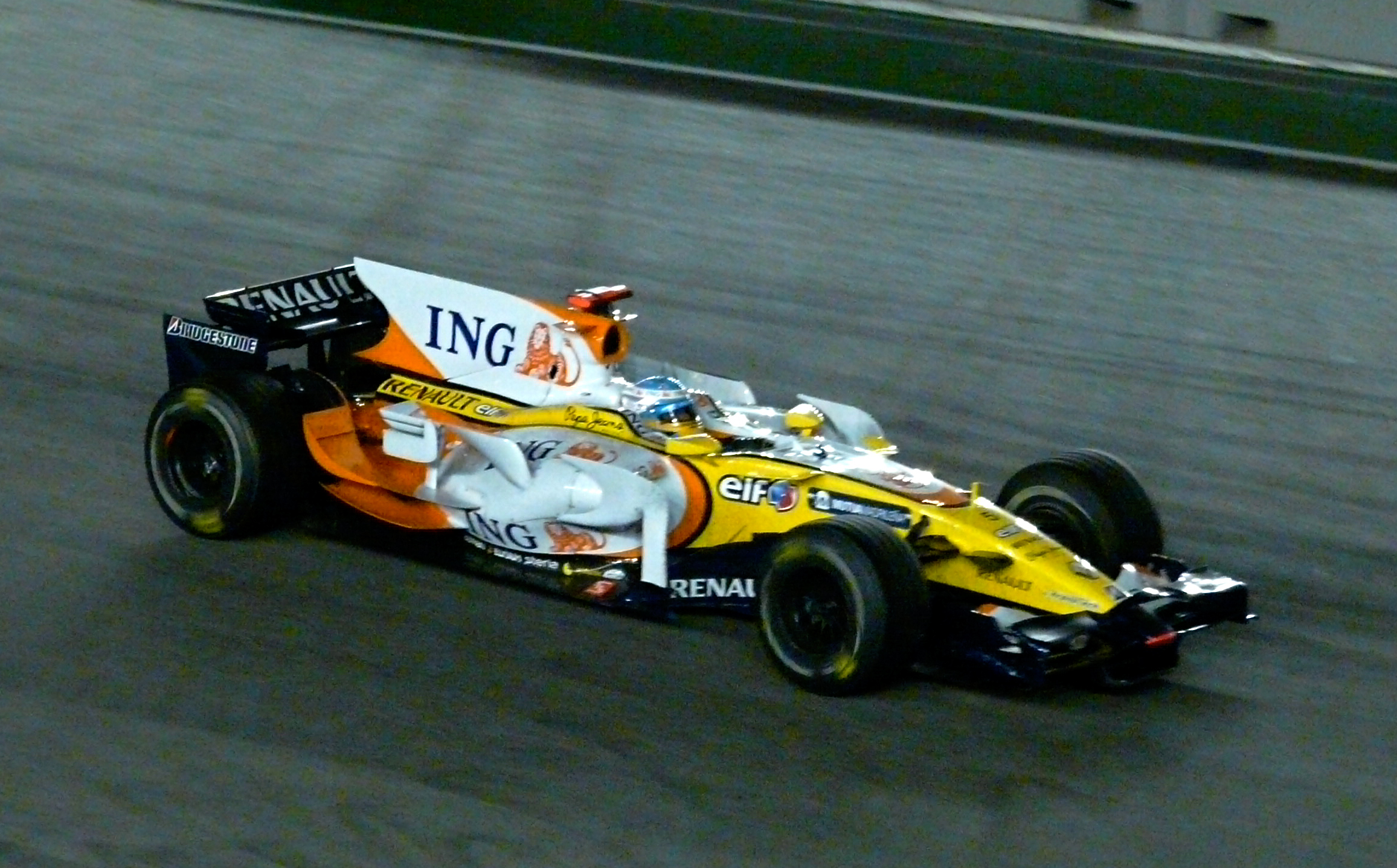
پیروزی الونسو در اولین گراندپری سنگاپور

 نخستین مسابقه‌ای که در پیست جدید مارینا بی برگزار شد، پانزدهمین مرحله مسابقه فرمول یک فصل ۲۰۰۸ بود که نخستین مسابقه شبانه در تاریخ فرمول یک نیز به‌شمار می‌رفت. برگزاری مسابقه در شب، زمان مناسبی برای تماشای آن توسط بینندگان تلویزیونی در اروپا فراهم می‌کرد. فلیپه ماسا در خط یک قرار گرفت، ولی در اوایل مسابقه عقب افتاد و در نهایت، فرناندو آلونسو راننده رنو برنده نخستین جایزه بزرگ سنگاپور شد. هرچند از آن زمان این نتیجه مورد بحث بوده‌است.

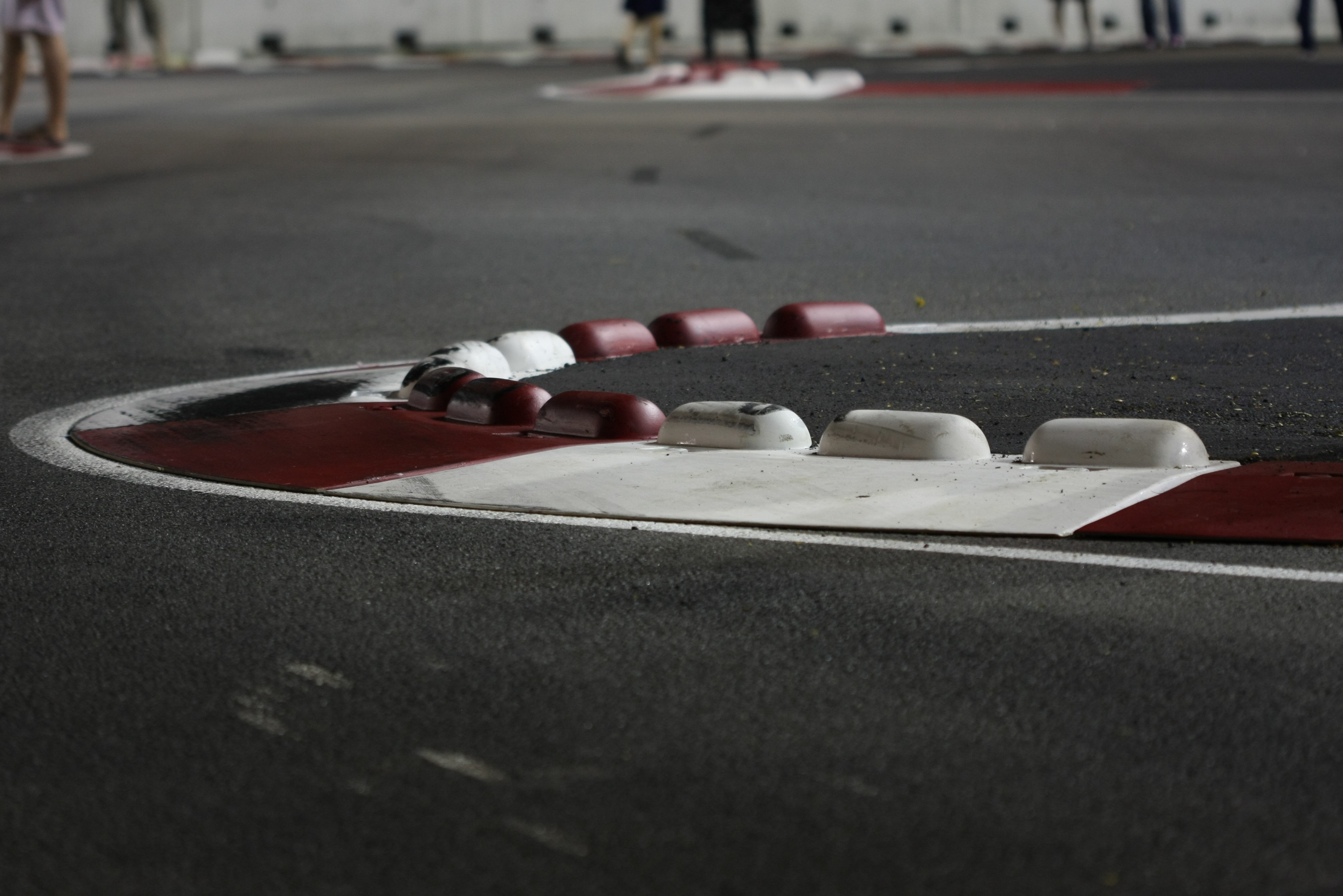
کرب پیچ ده

مسیر برای مسابقه ۲۰۰۹ اندکی تغییر یافت تا به سبقت‌گیری در پیچ‌های ۱ تا ۳ کمک کند و تصادف‌های رخ داده در پیچ ۱۰ را کاهش دهد. لوئیز همیلتون از تیم مک‌لارن در خط یک قرار گرفت و تا پایان مسابقه پیشتاز بود. تیمو گلاک از تیم تویوتا نیز رتبه دوم را به دست آورد و آلونسو سوم شد.
در مسابقه ۲۰۱۰ آلونسو که برای فراری رانندگی می‌کرد در خط یک ایستاد و در برابر همه تلاش‌های سباستین فتل از تیم ردبول مقاومت کرد. میشائیل شوماخر قهرمان سابق که در فصل ۲۰۱۰ به فرمول یک بازگشته بود نیز خبرساز شد و شب پرحادثه خود را با رتبه سیزدهم به پایان رساند. همچنین هیکی کوالاینن با خونسردی از ماشین در حال سوختن خود خارج شد و با کپسول آتش‌نشانی که قرض گرفته بود، آتش را خاموش کرد.
در ۲۲ سپتامبر ۲۰۱۲ ای‌پی گزارش داد برنی اکلستون و جایزه بزرگ سنگاپور توافق کرده‌اند که جایزه بزرگ تا سال ۲۰۱۷ در تقویم فرمول یک بماند. اهالی فرمول یک در سوگ پروفسور سید واتکینز بودند و سباستین فتل که پس از کنار رفتن همیلتون به دلیل مشکل گیربکس به پیروزی رسید، برد خود را به پروفسور تقدیم کرد.
در ۱۵ آوریل ۲۰۱۴ سنگاپور ایرلاینز به عنوان حامی مالی جایزه بزرگ سنگاپور از همان سال معرفی شد.
نسل جدید خودروهای فرمول یک با توربوشارژ و موتور هیبرید فصل تازه‌ای را در مسابقه آغاز کردند و به حکومت موتورهای ۲٫۴ لیتری خاتمه دادند؛ ولی تحریم ارتباطات رادیویی بحث‌های پیش از مسابقه را به خود معطوف کرد.

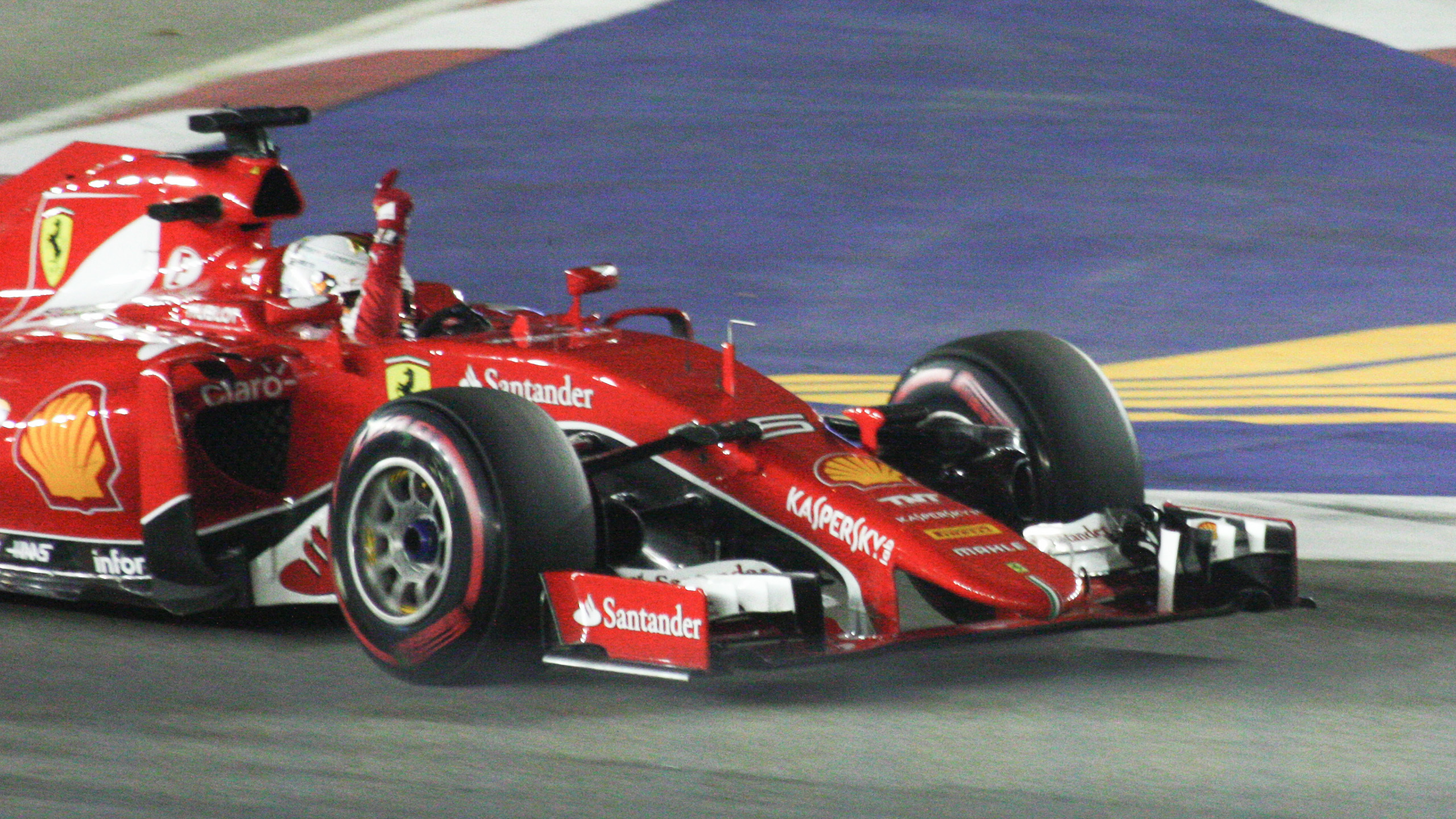
سباستین بعد از برد گراندپری فصل ۲۰۱۵

حین مسابقه ۲۰۱۵ یک تماشاگر وارد مسیر مستقیم پس از پل اندرسون شد. خطر سانحه بالا بود، ولی پس از این که خودروی ایمنی وارد پیست شد، خودش از فنس‌ها بالا رفت. فتل که برنده مسابقه شده بود، او را دیوانه توصیف کرد. مرد ۲۷ ساله پس از حادثه توسط پلیس سنگاپور دستگیر شد.

## مسیر مسابقه
در سال‌های گذشته تغییرات اندکی در مسیر ایجاد شده و بخش‌های اصلی آن بدون تغییر مانده‌است. مسیر مسابقه پرپیچ است و کندترین پیست فرمول یک محسوب می‌شود. این عامل و نیز نزدیک بودن مسیر به دیواره‌ها که منجر به ورود مکرر خودروی ایمنی می‌شود، مدت مسابقه را تا نزدیک محدوده مجاز دو ساعت افزایش می‌دهد. لرزشها، بخش‌های ترمز سنگین، نبود نور روز و رطوبت، مسابقه را برای رانندگان و خودروها سخت می‌کند. مسیر شامل چند پیچ ۹۰ درجه است و بخش‌هایی تکنیکی با تغییر جهت‌های سریع دارد. نخستین موقعیت برای سبقت‌گیری، انتهای بخش اول است که سرعت به حداکثر می‌رسد. در بیشتر مسیر، خودروها بسیار نزدیک به دیوارها حرکت می‌کنند.

## برندگان چندگانه
رانندگانی را نشان می‌دهد که در فصل جاری در مسابقات فرمول یک حضور دارند.
زمینه صورتی نشان‌دهنده مسابقه‌ای است که جزء مسابقات قهرمانی جهان فرمول یک نبوده‌است.
| تعداد پیروزی | راننده          | سال                          |
| ------------ | --------------- | ---------------------------- |
| ۵            | سباستین فتل     | ۲۰۱۱، ۲۰۱۲، ۲۰۱۳، ۲۰۱۵، ۲۰۱۹ |
| ۴            | لوئیز همیلتون   | ۲۰۰۹، ۲۰۱۴، ۲۰۱۷، ۲۰۱۸       |
| ۳            | Graeme Lawrence | ۱۹۶۹، ۱۹۷۰، ۱۹۷۱             |
| ۲            | فرناندو آلونسو  | ۲۰۰۸، ۲۰۱۰                   |

## نگرانی‌ها
پیش از برگزاری نخستین مسابقه، وزیر ورزش مالزی گفته بود نزدیک بودن به پیست بین‌المللی سپانگ در مالزی که میزبان جایزه بزرگ مالزی است و تنها ۳۰۰ کیلومتر با سنگاپور فاصله دارد، می‌تواند باعث ایجاد رقابتی ناسالم شود. جانشین وزیر جوانان و ورزش مالزی اعلام کرد دولت مالزی نگران رقابت با سنگاپور نیست.